# Summerhill (Nueva York)
Summerhill es un pueblo ubicado en el condado de Cayuga en el estado estadounidense de Nueva York. En el año 2000 tenía una población de 1.098 habitantes y una densidad poblacional de 16.4 personas por km².

## Geografía
Summerhill se encuentra ubicado en las coordenadas 42°39′21″N 76°18′27″O / 42.65583, -76.30750.

## Demografía
Según la Oficina del Censo en 2000 los ingresos medios por hogar en la localidad eran de $39,000, y los ingresos medios por familia eran $39,500. Los hombres tenían unos ingresos medios de $26,336 frente a los $24,375 para las mujeres. La renta per cápita para la localidad era de $14,609. Alrededor del 12.1% de la población estaban por debajo del umbral de pobreza.